# Rouillac (comuna suprimida)
Rouillac era una comuna francesa que estaba situada en el departamento de Charente, de la región de Nueva Aquitania que el 1 de enero de 2017 pasó a formar parte de la comuna nueva de Rouillac.

## Historia
En 1845 absorbe la comuna de Temple.

## Demografía
| Gráfica de evolución demográfica de Rouillac entre 1800 y 2013 |
|                                                                |

Los datos demográficos contemplados en este gráfico de la comuna de Rouillac se han cogido de 1800 a 1999 de la página francesa EHESS/Cassini, y los demás datos de la página del INSEE.